# Schlafende Hunde (Fernsehserie)
Schlafende Hunde ist eine deutsche Krimi-Miniserie, die seit dem 22. Juni 2023 auf dem Streamingdienst Netflix verfügbar ist. Die Serie beruht auf der israelischen Serie The Exchange Principle von Noah Stollman und Oded Davidoff aus dem Jahr 2016.

## Handlung
Der Ex-Polizist Mike Atlas, der nach einem Nervenzusammenbruch als Obdachloser in einem abgelegenen Wohnwagen auf der Straße wohnt, wird von einem Clan-Mitglied überfallen und zusammengeschlagen. Das Clan-Mitglied gibt Atlas die Schuld am Suizid des Bruders, den Atlas durch eine Zeugenaussage im Zusammenhang mit dem Mord an einem Richter ins Gefängnis gebracht hat. Atlas kann sich an die Ereignisse, die damals zur Verhaftung geführt haben nicht erinnern und beginnt, erneut Recherchen in dem Fall zu unternehmen. Gleichzeitig bekommt die Assessorin der Staatsanwältin, Jule Andergast, den Auftrag eben diesen Selbstmord zu untersuchen und stößt dabei ebenfalls auf Ungereimtheiten. Nach und nach finden beide unabhängig voneinander heraus, dass das Clan-Mitglied unschuldig im Gefängnis saß. Gleichzeitig verdichten sich die Hinweise, dass Atlas und seine damaligen Kollegen in den Fall involviert sind. Wegen seiner Erinnerungslücken kann Atlas diese Hinweise aber noch nicht in einen Gesamtzusammenhang der Ereignisse, die zu seinem Ausscheiden aus dem Polizeidienst führten, bringen. Wichtige Zeugen in dem Fall werden umgebracht und es kommt der Verdacht auf eine Verschwörung auf, die bis zur Staatsanwältin und nach Russland zu reichen scheint. Im weiteren Verlauf kristallisiert sich dann jedoch heraus, dass Atlas zusammen mit seinen Kollegen unter Drogeneinfluss einen Obdachlosen überfahren und getötet hatte. Einer seiner Kollegen hatte anschließend auf eigene Faust und ohne Atlas einzuweihen immer weitere Morde begangen und auch den Verdacht schöpfenden Richter umgebracht, um den tödlichen Unfall mit dem Obdachlosen zu vertuschen und so Atlas und seine Kollegen zu schützen.

## Kritiken
Peter Osteried von kinfofans.com bemängelt „Was bleibt, sind gute Schauspieler, eine zumindest stimmungsvolle Inszenierung und ein paar narrative Ideen, die ihren Reiz haben, auch wenn es nicht reicht, die Serie damit über die Durchschnittlichkeit zu erheben.“
Anna Rinderspacher kommt hingegen für GQ nach Sichtung aller sechs Folgen zu einem positiven Urteil: „Mit Schlafende Hunde präsentiert Netflix einen packenden Krimi, der eine erfrischende Perspektive auf Polizeiarbeit wirft. Zu verdanken ist das nicht nur der hervorragenden israelischen Vorlage, The Exchange Principle (sie ist von den Zuschauern mit 7,7 von 10 Sternen bei IMDB bewertet worden), sondern vor allem Tatort-Autor Christoph Darnstädt, der den Krimi für Netflix adaptierte und als Showrunner fungierte. Darnstädt verzichtet auf die üblichen Polizisten-Klischees und zeichnet seine Ermittler als vielschichtige und zutiefst fehlbare Figuren, die von der brutalen Realität ihres Berufes desillusioniert und traumatisiert sind.“